# Heterolobosea
A Heterolobosea általában amőboid és ostoros állapottal rendelkező egysejtűek csoportja. Egyes fajai nem rendelkeznek az amőboid és az ostoros állapot egyikével. Ritkán ostoros amőba.

## Történet
Első leírt nemzetsége az eredetileg a csillósokhoz, majd a Pseudociliatához sorolt Stephanopogon.
Első nemzetség feletti szintű leírt csoportjai az 1913-ban leírt, eredetileg a nyálkagombák közé sorolt Acrasidae és az 1917-ben leírt Vahlkampfiidae, mely azonban parafiletikus. A Heteroloboseát 1985-ben írták le Page és Blanton egyik tagjával, a Gruberellidaevel együtt, és egykor az „amőbák” polifiletikus csoportjába sorolták.
2012 előtt a Guttulinopsis szorokarpiumai és trofozoitái morfológiai és ultraszerkezeti vizsgálatai ellenére incertae sedis volt az eukarióták közt: lobopódiumai alapján az Amoebozoa és a Heterolobosea lehetséges tagjának is gondolták, utóbbit támasztották alá a lemezes cristák és az elkülönülő Golgi-készülék hiánya, azonban ez ellen volt, hogy a legtöbb Heterolobosea-fajra jellemző mitokondrium körüli durva endoplazmatikus retikulum nem volt jelen. 2012-ben azonban Brown et al. kimutatták, hogy a Guttulinopsis a Rosculushoz hasonlóan a Rhizaria nemzetsége.
2015-ben írták le Kirby et al. a rendkívül halotoleráns Tulamoebidaet, mely a Tulamoeba és a Pleurostomum nemzetségből áll. Ez halofil közös ősből származó morfofaj-radiáció lehet.
2019 előtti tanulmányok szerint a Percolomonas cosmopolitus a Stephanopogonra nézve volt parafiletikus, míg Tyihonyenkov et al. 2019-es tanulmánya a Percolomonas lacustris HLM-6 törzséről kimutatták, hogy a P. cosmopolitus testvérkládja egyik törzse a 6-ból.
Hohlfeld et al. 2022-ben erősen sós vízből írták le a Lulaidaet egy nemzetséggel (Lula), a Barbeliidaet 2 nemzetséggel és 3 fajjal (Barbelia, egyetlen faj: Barbelia pacifica; Nonamonas, két faj: Nonamonas montiensis és Nonamonas santamariensis), de a Heterolobosea korábban is a sós környezetből származó eukarióta egysejtűek javát adta – egyes ágai kizárólag halofilek, sok törzs akár 30% sótartalom mellett is életképes.

## Morfológia
Leggyakoribb az amőboid életmód, de előfordulhat ostoros állapot is, általában 2 vagy 4 párhuzamos ostorral és ostormélyedés nélkül. Egy nemzetség kizárólag ostorosokból áll. Az ostoros állapot néha nem képes fagocitózisra, ha igen, sejtszájjal eszik. Ha 4 ostora van, az lehet egy hosszú és három rövid ostor, mint például a Lulaidae vagy a Percolomonas esetén. A Barbeliidae rövid ostorai akár a sejttesttel megegyező hosszúak is lehetnek. A mitokondriumok körül gyakran van durva endoplazmatikus retikulum.
A sejttest alakja változatos: lehet gömbölyű, ovális, csepp vagy D alakú.
A Pharyngomonada ritkán mozog kiemelkedésekkel, 4 ostora oldalanként tompaszöget bezáró párokban van, és nagy sejtszájjal és sejtgarattal eszik, míg a Tetramitia ostoros állapota gyakran 4 vagy kinetidánként 2 ostorú, amőboid állapotában állábai kiemelkedők. Mitokondriális cristái laposak, általában lemezesek, egyes kládokban (Creneidae, Psalteriomonadidae, [[ másodlagosan eltűntek. Nem figyeltek meg elkülönülő diktioszómákat. A Lula levis a Lula jakobsenorummal szemben nem rendelkezik rövid ostorain fogszerű képződményekkel.
A Selenaionidae nukleólusza parietális, a Neovahlkampfiidaeé központi.

## Életmód
Fajai baktériumokat vagy kisebb eukariótákat, például élesztőgombákat evő heterotróf amőbák kiemelkedő, általában lebenyes állábakkal. Egyes fajai – például a Nonamonas nemzetségből – 3 rövid ostorukat táplálkozásra használhatják. A hosszú ostort siklásra vagy a szubsztráthoz rögzítésre használják.
Egyes anaerob fajaiban hidrogenoszóma és szimbionta által alkotott szimbioszóma lehet.

## Életciklus
Mitózisa zárt, belső orsókészülékkel.
Apomorf jellemzője az amőbát, ostorost és cisztát magában foglaló, az Amoebozoa kládétól eltérő életciklus, ahol a Percolomonadida ostoros állapotából sose alakul ki ciszta.
A Selenaionidae, az Eutetramitia, a Gruberellidae, a Psalteriomonadidae, a Creneidae amőboid és ostoros állapottal rendelkezik, a Neovahlkampfiidae amőboid, a Stephanopogonidae ostoros, egyes Psalteriomonadidae-fajok ostoros amőbaállapottal is rendelkeznek. Az Acrasidae termőtestet képezhet, emellett a Gruberellidae is képezhet plazmódiumot.
Egyes csoportok, például a Vahlkampfiidaeben a nukleólusz mitóziskor fennmarad, az Acrasidaeben nem mindig válik ketté, a Gruberellidaeben viszont mindig kettéválik.
Az Acrasidae három különböző életszakasszal rendelkezik (egysejtű, pszeudoplazmódium, differenciált). Egysejtű állapotban kevés táplálék vagy víz esetén mikrociszta lehet, mely a körülmények javulásakor visszaalakulhat amőbává. Egysejtű amőbaként egy állábbal megy előre, mely akár 32 μm hosszú is lehet. Megfelelő stimulus esetén az amőbák egymással egyesülhetnek (aggregált többsejtűség). Nem ismert az Acrasidaenek ostoros állapota.

## Ökológia
Általában baktériumokat eszik, azonban például a Naegleria egyes fajai paraziták lehetnek. A Naegleria lustrarea viszonya a 2024-ben felfedezett Ambystoma annulatummal, melynek emésztőrendszerében felfedezték, ismeretlen.
Egyes Heterolobosea-fajok előfordulnak szójabab közelében.
A Solumistris palustris tápláléka a Legionella pneumophila, azonban a Legionella steelei a S. palustrist ételmérgezés-szerű módszerrel elöli.

## Genetika
A Pharyngomonadát és a Tetramitiát genetikailag a 18S rRNS-ben lévő 17–1 hélix különbözteti meg: előbbiben nincs e hélix, utóbbiban igen.
Az Acrasidae mtDNS-ében C→U RNS-szerkesztés ismert, mely ősi HGT révén alakult ki.

## Jelentőség
Az édesvízi Naegleria fowleri naegleriasist (más néven primer amőbás meningoencephalitis) okozó opportunista patogén. Ez ritka, de feltehetően fiatalabb korosztályban gyakoribb, mivel a lamina cribrosa, melyen keresztül áthalad, porózusabb és kevésbé fejlett fiatalabb korban, halálozási aránya 98,5%. Ezzel szemben a Naegleria gruberi nem patogén, 1-es biztonsági szintű, és gyakran tanulmányozott élőlény.

## Fordítás
Ez a szócikk részben vagy egészben  a   Heterolobosea című német Wikipédia-szócikk ezen változatának fordításán alapul.  Az eredeti cikk szerkesztőit annak laptörténete sorolja fel. Ez a jelzés csupán a megfogalmazás eredetét és a szerzői jogokat jelzi, nem szolgál a cikkben szereplő információk forrásmegjelöléseként.